# شافيريا
شافيريا (بالفرنسية: Chaveyriat)‏ هي بلدية فرنسية تقع في إقليم آن في فرنسا. رمز إنسي لها هو:1096. أما الرمز البريدي لها فهو: 1660.